# Unison
A Unison Céline Dion kanadai énekesnő első angol nyelvű albuma, mely 1990 áprilisában jelent meg Észak-Amerikában, majd 1991-ben a világ több országában. Korábbi, francia nyelvű albumait is számítva, ez az énekesnő tizenötödik megjelent albuma.

## Háttér
Az Unison című album megjelenése előtt Dion már szilárd pozícióval rendelkezett a francia nyelvű zenei piacon. Tizennégy lemezt jelentetett meg anyanyelvén, ebből 11-et Kanadában, hármat Franciaországban, melyekkel számos díjat elnyert, köztük 15 Félix-díjat, két Yamaha Music Festival-díjat, az 1988-as Eurovíziós Dalfesztivált és egy MetroStar-díjat. Több albuma és kislemeze is többszörös arany és platinaminősítést ért el. Francia művészként nagyon sikeressé vált, ám a világ angol nyelvű részén még ismeretlennek számított.
1985-ben vette föl első angol nyelvű dalát a Minél hosszabb, annál rosszabb (The Peanut Butter Solution) című családi film zenéjeként. A filmben két Dion-dal hangzott el, az In the Hand of a Magic Man és a Michael's Ballad című dalok angol és francia nyelven is elkészültek. Ugyanezen évben jelent meg a Céline Dion en concert című lemez, melyre már angol nyelvű dalok is kerültek, köztük az Up Where We Belong, az Over the Rainbow és a Flashdance... What a Feeling. 1989-ben Kanadában jelent meg a második angol nyelvű kislemez, a Can't Live With You, Can't Live Without You című duett Billy Newton-Davisszel, majd ismét egy filmzene következett az angol nyelvű repertoárban, az Idehallgass! című film Listen to Me című duettje Warren Wiebe-bel. 1989-ben egy újabb duett készült még angolul, a Wishful Thinking című Dan Hillel közös dal.
Mindezek a duettek és filmzenék után ideje volt, hogy az énekesnő megpróbálkozzon egy saját angol nyelvű albummal, mely végre az egész világgal megismertetné őt. A CBS Records kezdetben 25 ezer dollárt ajánlott az új album költségeire, melyből Dion az Incognito francia dalait ültethette volna át angolra. Azután három esemény emelte a büdzsét. Az első, amikor Dion elénekelte duettjét Dan Hillel a CBS Canada 1987-es gyűlésén. Az előadás olyan hatással volt a társaság elnökére, Bernie DiMatteo-ra, hogy 100 ezer dollárra emelte a költségvetést, mellyel néhány új dal is elkészülhetett volna. A második hasonló esemény volt, amikor a Juno-díj átadáson Dion elénekelte a Partout je te vois című dal angol változatát (Have a Heart), ekkor 300 ezerre dollárra növekedett az ajánlott összeg. Majd amikor David Foster is később látta az előadást videón, ő maga szólt DiMatteo-nak, hogy ez nem lesz elég, ekkor korlátlan költségvetést adott a stúdió az új album munkálataihoz. Végül a Unison 600 ezer dollárból valósult meg, és olyan producerek közreműködésével, mint Foster, Christopher Neil és Andy Goldmark.

## Felvétel
A Unison dalait Londonban, New Yorkban és Los Angelesben vették föl. Az albumból öt kislemez készült, az (If There Was) Any Other Way, a Unison, a Where Does My Heart Beat Now, a The Last to Know és a Have a Heart.
A dalok népszerűsítésére indult Céline Dion harmadik koncertturnéja, a Unison Tour, melynek keretében 75 koncertet adott Kanadában az énekesnő. A turné során Dion részt vett a Voices That Care című jótékony célú kislemez felvételében is, melyen népszerű zenészek, előadók, sportolók énekeltek az öbölháborúban részt vevő amerikai katonák és a Nemzetközi Vöröskereszt támogatására.
1991 júliusában jelent meg a Unison dalainak videóklipjével és élő felvételekkel a Unison című videókazetta.

## Az album dalai
| #   | Cím                              | Szerző(k)                                  | Hossz |
| --- | -------------------------------- | ------------------------------------------ | ----- |
| 1.  | (If There Was) Any Other Way     | Paul Bliss                                 | 4:00  |
| 2.  | If Love Is Out the Question      | Bliss, Phil Palmer                         | 3:53  |
| 3.  | Where Does My Heart Beat Now     | Robert White Johnson, Taylor Rhodes        | 4:33  |
| 4.  | The Last to Know                 | Brock Walsh, Phil Galdston                 | 4:35  |
| 5.  | I'm Loving Every Moment with You | Tom Keane, Eric Pressly, Tyler Collins     | 4:08  |
| 6.  | Love by Another Name             | David Foster, Cliff Magnes, Glen Ballard   | 4:51  |
| 7.  | Unison                           | Andy Goldmark, Bruce Roberts               | 4:13  |
| 8.  | I Feel Too Much                  | Keane, Pressly                             | 4:09  |
| 9.  | If We Could Start Over           | Stan Meissner                              | 4:22  |
| 10. | Have a Heart                     | Aldo Nova, Billy Steinberg, Ralph McCarthy | 4:14  |

## Fogadtatás
A lemez pozitív fogadtatásra talált. Zenéjére jellemzően az 1980-as évek lágy rock hangzása hatott, mely megfelelt a kor rádiós repertoárjának. Jim Faber, az Entertainment Weekly cikkében azt írta, Dion dalai „ízlésesen egyszerűek” és az énekesnő sosem próbált olyan stílust előadni, mely nem illik hozzá. Stephen Erlwine az AllMusictól megfelelő, kifinomult amerikai bemutatkozásnak értékelte.
Céline Dion az albummal két Juno-díjat nyert, az év albuma és az év énekesnője kategóriában is megnyerte azt.

### Helyezések
A Where Does My Heart Beat Now című dalt tartják annak, amellyel Dion betört a zene angol nyelvű világába. A kislemez a negyedik helyig jutott az amerikai Billboard Hot 100-as listán.
A Unison album világszerte több mint 3 millió példányban kelt el. Legnagyobb sikerét Kanadában és az Egyesült Államokban érte el, ahol a 15. és 74. helyekig jutott. Kanadában hétszeres platinaminősítést ért el, az Egyesült Államokban pedig platinalemez lett. A Nielsen SoundScan adatai szerint az albumból 1 227 000 példányt vettek meg az Államokban. Ez az adat azonban nem tartalmazza az első hat eladási hónapban eladott lemezeket, mivel az Unison 1990 szeptemberében jelent meg az USA-ban, a Nielsen SoundScan pedig 1991 márciusától kezdte az eladási adatok nyilvántartását.
Norvégiában is a legjobb tíz közé jutott a lemez, az ott elért 8. helye a világszerte legjobb helyezése volt. Öt évvel megjelenése után 1996-ban érte le legjobb helyezését az Egyesült Királyságban, ott az 55. helyig jutott. Franciaországban aranylemez lett.

## Megjelenések
| Terület                        | Megjelenés           | Kiadó                  | Formátum        | Katalógusszám |
| ------------------------------ | -------------------- | ---------------------- | --------------- | ------------- |
| Kanada                         | 1990. április 2.     | Sony Music, Columbia   | CD, LP, kazetta | 80150         |
| USA                            | 1990. szeptember 11. | Epic                   | CD, LP, kazetta | 46983         |
| Japán                          | 1991. február 21.    | Sony Music Japan, Epic | CD, LP, kazetta | ESCA-5184     |
| Ausztrália, Egyesült Királyság | 1991. március 4.     | Sony Music, Epic       | CD, LP, kazetta | 4672032       |

## Helyezések és minősítések
| Lista                          | Legjobb pozíció |
| ------------------------------ | --------------- |
| Belgian Flanders Albums Chart1 | 80              |
| Vallón albumlista1             | 56              |
| Kanadai Record albumlista      | 18              |
| Kanadai RPM albumlista         | 15              |
| Norvég albumlista              | 8               |
| Brit albumlista                | 55              |
| US Billboard 200               | 74              |

| Ország          | Minősítés  |
| --------------- | ---------- |
| Kanada          | 7x platina |
| [ Franciaország | arany      |
| USA             | platina    |

1A lista 1995. március óta működik

²A minősítések még korábbi feltételrendszer szerintiek, magasabb minősítési szintekkel, mint napjainkban

## Fordítás
Ez a szócikk részben vagy egészben  az   Unison (Celine Dion album) című angol Wikipédia-szócikk fordításán alapul.  Az eredeti cikk szerkesztőit annak laptörténete sorolja fel. Ez a jelzés csupán a megfogalmazás eredetét és a szerzői jogokat jelzi, nem szolgál a cikkben szereplő információk forrásmegjelöléseként.